# Aziatisch kampioenschap voetbal onder 20 - 2006
Het Aziatisch kampioenschap voetbal onder 20 van 2006 was de 34e editie van het Aziatisch kampioenschap voetbal onder 20, een AFC-toernooi voor nationale ploegen van spelers onder de 20 jaar. Zestien landen namen deel aan dit toernooi dat van 29 oktober tot en met 12 november 2006 in India werd gespeeld. Noord-Korea werd winnaar van het toernooi, in de finale werd Japan na strafschoppen verslagen. Zuid-Korea werd derde.
Dit toernooi dient tevens als kwalificatietoernooi voor het wereldkampioenschap voetbal onder 20 van 2007. De vier beste landen van dit toernooi plaatsen zich, dat zijn Noord-Korea, Japan, Zuid-Korea en Jordanië.

## Groepsfase

### Groep A
| Pos. | Land       | GW | W | G | V | DV | DT | +/− | Ptn. |
| ---- | ---------- | -- | - | - | - | -- | -- | --- | ---- |
| 1    | Zuid-Korea | 3  | 3 | 0 | 0 | 13 | 0  | +13 | 9    |
| 2    | Jordanië   | 3  | 1 | 1 | 1 | 1  | 3  | −2  | 4    |
| 3    | Kirgizië   | 3  | 0 | 2 | 1 | 1  | 8  | −7  | 2    |
| 4    | India      | 3  | 0 | 1 | 2 | 3  | 7  | −4  | 1    |

|                             |                                         |     |          |                                                                                      |
| 29 oktober 2006 16:00 (IST) | Zuid-Korea                              | 3–0 | Jordanië | Salt Lake Stadium, Calcutta Toeschouwers: 500 Scheidsrechter: Yuichi Nishimura (JPN) |
| 29 oktober 2006 16:00 (IST) | Shim Young-sung 14' 61' Lee Sang-ho 46' |     |          | Salt Lake Stadium, Calcutta Toeschouwers: 500 Scheidsrechter: Yuichi Nishimura (JPN) |

|                             |                    |     |            |                                                                                  |
| 29 oktober 2006 19:00 (IST) | India              | 1–1 | Kirgizië   | Salt Lake Stadium, Calcutta Toeschouwers: 600 Scheidsrechter: Mohsen Torky (IRL) |
| 29 oktober 2006 19:00 (IST) | Bhowmick 71' (pen) |     | 44' Amirov | Salt Lake Stadium, Calcutta Toeschouwers: 600 Scheidsrechter: Mohsen Torky (IRL) |

|                             |                             |     |             |                                                                                     |
| 31 oktober 2006 16:00 (IST) | Jordanië                    | 3–2 | India       | Salt Lake Stadium, Calcutta Toeschouwers: 250 Scheidsrechter: Ravshan Irmatov (UZB) |
| 31 oktober 2006 16:00 (IST) | Abu Salim 33' Nofal 64' 87' |     | 25' Cardozo | Salt Lake Stadium, Calcutta Toeschouwers: 250 Scheidsrechter: Ravshan Irmatov (UZB) |

|                             |          |                                                                                           |            |                                                                                      |
| 31 oktober 2006 19:00 (IST) | Kirgizië | 0–7                                                                                       | Zuid-Korea | Salt Lake Stadium, Calcutta Toeschouwers: 300 Scheidsrechter: Yuichi Nishimura (JPN) |
| 31 oktober 2006 19:00 (IST) |          | 5' 63' Lee Sang-ho 13' 50' 71' (pen) Shin Young-rok 20' (e.d.) Miagkih 84' Park Hyun-beom |            | Salt Lake Stadium, Calcutta Toeschouwers: 300 Scheidsrechter: Yuichi Nishimura (JPN) |

|                             |                                                             |     |       |                                                                                  |
| 2 november 2006 14:45 (IST) | Zuid-Korea                                                  | 3–0 | India | Salt Lake Stadium, Calcutta Toeschouwers: 500 Scheidsrechter: Muhsen Basma (SYR) |
| 2 november 2006 14:45 (IST) | Shim Young-sung 76' Song Jin-hyung 84' Shin Young-rok 90+2' |     |       | Salt Lake Stadium, Calcutta Toeschouwers: 500 Scheidsrechter: Muhsen Basma (SYR) |

|                             |          |     |          |                                                                                      |
| 2 november 2006 14:45 (IST) | Kirgizië | 0–0 | Jordanië | Sailen Mannastadion, Haora Toeschouwers: 1.000 Scheidsrechter: Ravshan Irmatov (UZB) |
| 2 november 2006 14:45 (IST) |          |     |          | Sailen Mannastadion, Haora Toeschouwers: 1.000 Scheidsrechter: Ravshan Irmatov (UZB) |

### Groep B
| Pos. | Land      | GW | W | G | V | DV | DT | +/− | Ptn. |
| ---- | --------- | -- | - | - | - | -- | -- | --- | ---- |
| 1    | China     | 3  | 3 | 0 | 0 | 4  | 1  | +3  | 9    |
| 2    | Australië | 3  | 2 | 0 | 1 | 5  | 2  | +3  | 6    |
| 3    | Thailand  | 3  | 1 | 0 | 2 | 3  | 5  | −2  | 3    |
| 4    | V.A.E.    | 3  | 0 | 0 | 3 | 2  | 6  | −4  | 0    |

|                             |        |     |           |                                                                                   |
| 30 oktober 2006 16:00 (IST) | China  | 1–0 | Australië | Salt Lake Stadium, Calcutta Toeschouwers: 300 Scheidsrechter: Qassim Shaban (KUW) |
| 30 oktober 2006 16:00 (IST) | Xu 65' |     |           | Salt Lake Stadium, Calcutta Toeschouwers: 300 Scheidsrechter: Qassim Shaban (KUW) |

|                             |                          |     |                              |                                                                                  |
| 30 oktober 2006 19:00 (IST) | Thailand                 | 2–1 | Verenigde Arabische Emiraten | Salt Lake Stadium, Calcutta Toeschouwers: 150 Scheidsrechter: Muhsen Basma (SYR) |
| 30 oktober 2006 19:00 (IST) | Dangda 46' Donchui 90+4' |     | 89' Ali                      | Salt Lake Stadium, Calcutta Toeschouwers: 150 Scheidsrechter: Muhsen Basma (SYR) |

|                             |                                   |     |                  |                                                                                  |
| 1 november 2006 16:00 (IST) | Australië                         | 3–1 | Thailand         | Salt Lake Stadium, Calcutta Toeschouwers: 100 Scheidsrechter: Mohsen Torky (IRN) |
| 1 november 2006 16:00 (IST) | Burns 26' 90+2' Vidosic 33' (pen) |     | 40' (pen) Phukom | Salt Lake Stadium, Calcutta Toeschouwers: 100 Scheidsrechter: Mohsen Torky (IRN) |

|                             |                              |     |                    |                                                                                   |
| 1 november 2006 19:00 (IST) | Verenigde Arabische Emiraten | 1–2 | China              | Salt Lake Stadium, Calcutta Toeschouwers: 100 Scheidsrechter: Qassim Shaban (KUW) |
| 1 november 2006 19:00 (IST) | Mesmari 49'                  |     | 6' (pen), 46' Wang | Salt Lake Stadium, Calcutta Toeschouwers: 100 Scheidsrechter: Qassim Shaban (KUW) |

|                             |          |     |          |                                                                                      |
| 3 november 2006 14:45 (IST) | China    | 1–0 | Thailand | Salt Lake Stadium, Calcutta Toeschouwers: 500 Scheidsrechter: Yuichi Nishimura (JPN) |
| 3 november 2006 14:45 (IST) | Wang 78' |     |          | Salt Lake Stadium, Calcutta Toeschouwers: 500 Scheidsrechter: Yuichi Nishimura (JPN) |

|                             |                  |     |                              |                                                                                      |
| 3 november 2006 14:45 (IST) | Australië        | 2–0 | Verenigde Arabische Emiraten | Sailen Mannastadion, Haora Toeschouwers: 3.000 Scheidsrechter: Ravshan Irmatov (UZB) |
| 3 november 2006 14:45 (IST) | Williams 14' 31' |     |                              | Sailen Mannastadion, Haora Toeschouwers: 3.000 Scheidsrechter: Ravshan Irmatov (UZB) |

### Groep C
| Pos. | Land         | GW | W | G | V | DV | DT | +/− | Ptn. |
| ---- | ------------ | -- | - | - | - | -- | -- | --- | ---- |
| 1    | Japan        | 3  | 2 | 0 | 1 | 7  | 2  | +5  | 6    |
| 2    | Noord-Korea  | 3  | 2 | 0 | 1 | 6  | 2  | +4  | 6    |
| 3    | Iran         | 3  | 2 | 0 | 1 | 5  | 7  | −2  | 6    |
| 4    | Tadzjikistan | 3  | 0 | 0 | 3 | 1  | 8  | −7  | 0    |

|                             |                            |     |             |                                                                                                 |
| 29 oktober 2006 16:00 (IST) | Japan                      | 2–0 | Noord-Korea | Sree Kanteeravastadion, Bangalore Toeschouwers: 2.000 Scheidsrechter: Abdulhameed Ibrahim (BHR) |
| 29 oktober 2006 16:00 (IST) | Kawahara 34' Kashiwagi 82' |     |             | Sree Kanteeravastadion, Bangalore Toeschouwers: 2.000 Scheidsrechter: Abdulhameed Ibrahim (BHR) |

|                             |                                  |     |                 |                                                                                             |
| 29 oktober 2006 19:00 (IST) | Iran                             | 3–1 | Tadzjikistan    | Sree Kanteeravastadion, Bangalore Toeschouwers: 3.000 Scheidsrechter: Chaiwat Kunsuta (THA) |
| 29 oktober 2006 19:00 (IST) | Goudarzi 55' Chatrabgoon 60' 81' |     | 10' Khamrakulov | Sree Kanteeravastadion, Bangalore Toeschouwers: 3.000 Scheidsrechter: Chaiwat Kunsuta (THA) |

|                             |                                                           |     |      |                                                                                           |
| 31 oktober 2006 16:00 (IST) | Noord-Korea                                               | 5–0 | Iran | Sree Kanteeravastadion, Bangalore Toeschouwers: 2.000 Scheidsrechter: Salem Mujghef (JOR) |
| 31 oktober 2006 16:00 (IST) | Jong Chol-min 2' 10' Kim Kum-il 25' 47' Ri Hung-ryong 77' |     |      | Sree Kanteeravastadion, Bangalore Toeschouwers: 2.000 Scheidsrechter: Salem Mujghef (JOR) |

|                             |              |                                              |       |                                                                                                |
| 31 oktober 2006 19:00 (IST) | Tadzjikistan | 0–4                                          | Japan | Sree Kanteeravastadion, Bangalore Toeschouwers: 2.000 Scheidsrechter: Abdullah Al Hilali (OMA) |
| 31 oktober 2006 19:00 (IST) |              | 8' 34' Morishima 57' Kashiwagi 68' Morishige |       | Sree Kanteeravastadion, Bangalore Toeschouwers: 2.000 Scheidsrechter: Abdullah Al Hilali (OMA) |

|                             |             |     |                               |                                                                                            |
| 2 november 2006 15:00 (IST) | Japan       | 1–2 | Iran                          | Sree Kanteeravastadion, Bangalore Toeschouwers: 1.500 Scheidsrechter: Subrata Sarkar (IND) |
| 2 november 2006 15:00 (IST) | Umesaki 22' |     | 52' Kamyabinia 72' Ale-Khamis | Sree Kanteeravastadion, Bangalore Toeschouwers: 1.500 Scheidsrechter: Subrata Sarkar (IND) |

|                             |                    |     |              |                                                                                   |
| 2 november 2006 15:00 (IST) | Noord-Korea        | 1–0 | Tadzjikistan | Bangalorestadion, Bangalore Toeschouwers: 500 Scheidsrechter: Salem Mujghef (JOR) |
| 2 november 2006 15:00 (IST) | Pak Chol-min 90+2' |     |              | Bangalorestadion, Bangalore Toeschouwers: 500 Scheidsrechter: Salem Mujghef (JOR) |

### Groep D
| Pos. | Land          | GW | W | G | V | DV | DT | +/− | Ptn. |
| ---- | ------------- | -- | - | - | - | -- | -- | --- | ---- |
| 1    | Irak          | 3  | 2 | 1 | 0 | 8  | 3  | +5  | 7    |
| 2    | Saoedi-Arabië | 3  | 2 | 1 | 0 | 6  | 2  | +4  | 7    |
| 3    | Vietnam       | 3  | 1 | 0 | 2 | 3  | 6  | −3  | 3    |
| 4    | Maleisië      | 3  | 0 | 0 | 3 | 1  | 7  | −6  | 0    |

|                             |                              |     |                         |                                                                                          |
| 30 oktober 2006 16:00 (IST) | Irak                         | 2–2 | Saoedi-Arabië           | Sree Kanteeravastadion, Bangalore Toeschouwers: 1.000 Scheidsrechter: Huang Junjie (CHN) |
| 30 oktober 2006 16:00 (IST) | Abdul-Zahra 27' Mohammed 82' |     | 9' Kabee 52' Al-Sahlawi | Sree Kanteeravastadion, Bangalore Toeschouwers: 1.000 Scheidsrechter: Huang Junjie (CHN) |

|                             |                       |     |                                           |                                                                                            |
| 30 oktober 2006 19:00 (IST) | Maleisië              | 1–2 | Vietnam                                   | Sree Kanteeravastadion, Bangalore Toeschouwers: 1.000 Scheidsrechter: Subrata Surkar (IND) |
| 30 oktober 2006 19:00 (IST) | Khyril Muhymeen 45+1' |     | 11' (e.d.) Bakhtiar 63' Nguyen Quang Tình | Sree Kanteeravastadion, Bangalore Toeschouwers: 1.000 Scheidsrechter: Subrata Surkar (IND) |

|                             |                          |     |          |                                                                                             |
| 1 november 2006 16:00 (IST) | Saoedi-Arabië            | 2–0 | Maleisië | Sree Kanteeravastadion, Bangalore Toeschouwers: 1.000 Scheidsrechter: Chaiwat Kunsuta (THA) |
| 1 november 2006 16:00 (IST) | Al-Sahlawi 13' Ataif 60' |     |          | Sree Kanteeravastadion, Bangalore Toeschouwers: 1.000 Scheidsrechter: Chaiwat Kunsuta (THA) |

|                             |                            |     |                             |                                                                                                 |
| 1 november 2006 19:00 (IST) | Vietnam                    | 1–3 | Irak                        | Sree Kanteeravastadion, Bangalore Toeschouwers: 2.000 Scheidsrechter: Abdulhameed Ebrahim (BHR) |
| 1 november 2006 19:00 (IST) | Nguyen Van Khai 75' (pen.) |     | 11' Ali 36' 81' Abdul-Zahra | Sree Kanteeravastadion, Bangalore Toeschouwers: 2.000 Scheidsrechter: Abdulhameed Ebrahim (BHR) |

|                             |                                        |     |          |                                                                                              |
| 3 november 2006 15:00 (IST) | Irak                                   | 3–0 | Maleisië | Sree Kanteeravastadion, Bangalore Toeschouwers: 500 Scheidsrechter: Abdullah Al Hilali (OMA) |
| 3 november 2006 15:00 (IST) | Khalaf 55' Hussein 81' Abdul-Zahra 83' |     |          | Sree Kanteeravastadion, Bangalore Toeschouwers: 500 Scheidsrechter: Abdullah Al Hilali (OMA) |

|                             |                                        |     |         |                                                                                    |
| 3 november 2006 15:00 (IST) | Saoedi-Arabië                          | 2–0 | Vietnam | Bangalorestadion, Bangalore Toeschouwers: 1.000 Scheidsrechter: Huang Junjie (CHN) |
| 3 november 2006 15:00 (IST) | J. Al-Bishi 13' (pen.) M. Al-Bishi 90' |     |         | Bangalorestadion, Bangalore Toeschouwers: 1.000 Scheidsrechter: Huang Junjie (CHN) |

## Knock-outfase
|  | kwartfinale            | kwartfinale           |                        |       | halve finale           | halve finale           |   |  | finale | finale |
|  |                        |                       |                        |       |                        |                        |   |  |        |        |
|  | 6 november – Calcutta  |                       |                        |       |                        |                        |   |  |        |        |
|  |                        |                       |                        |       |                        |                        |   |  |        |        |
|  | Zuid-Korea             | 2                     |                        |       |                        |                        |   |  |        |        |
|  | Zuid-Korea             | 2                     | 9 november – Calcutta  |       |                        |                        |   |  |        |        |
|  | Australië              | 1                     |                        |       |                        |                        |   |  |        |        |
|  | Australië              | 1                     | Zuid-Korea             | 2 (2) |                        |                        |   |  |        |        |
|  | 6 november – Bangalore |                       | Zuid-Korea             | 2 (2) |                        |                        |   |  |        |        |
|  |                        | Japan                 | 2 (3)                  |       |                        |                        |   |  |        |        |
|  | Japan                  | Japan                 | 2 (3)                  | 2     |                        |                        |   |  |        |        |
|  | Japan                  |                       | 11 november – Calcutta | 2     |                        |                        |   |  |        |        |
|  | Saoedi-Arabië          | 1                     |                        |       |                        |                        |   |  |        |        |
|  | Saoedi-Arabië          | 1                     | Japan                  | 1 (3) |                        |                        |   |  |        |        |
|  | 6 november – Calcutta  |                       | Japan                  | 1 (3) |                        |                        |   |  |        |        |
|  |                        | Noord-Korea           | 1 (5)                  |       |                        |                        |   |  |        |        |
|  | China                  | Noord-Korea           | 1 (5)                  | 1     |                        |                        |   |  |        |        |
|  | China                  | 9 november – Calcutta |                        | 1     |                        |                        |   |  |        |        |
|  | Jordanië               | 2                     |                        |       |                        |                        |   |  |        |        |
|  | Jordanië               | 2                     | Jordanië               | 0     | derde plaats           | derde plaats           |   |  |        |        |
|  | 6 november – Bangalore |                       | Jordanië               | 0     | derde plaats           | derde plaats           |   |  |        |        |
|  |                        | Noord-Korea           | 1                      |       | 11 november – Calcutta | 11 november – Calcutta |   |  |        |        |
|  | Irak                   | Noord-Korea           | 1                      | 0     | 11 november – Calcutta | 11 november – Calcutta |   |  |        |        |
|  | Irak                   |                       |                        |       |                        | Zuid-Korea             | 2 |  |        |        |
|  | Noord-Korea            | 2                     |                        |       |                        | Zuid-Korea             | 2 |  |        |        |
|  | Noord-Korea            | 2                     | Jordanië               | 0     |                        |                        |   |  |        |        |
|  |                        |                       | Jordanië               | 0     |                        |                        |   |  |        |        |

### Kwartfinale
|                             |                        |     |              |                                                                                  |
| 6 november 2006 16:00 (IST) | Zuid-Korea             | 2–1 | Australië    | Salt Lake Stadium, Calcutta Toeschouwers: 600 Scheidsrechter: Muhsen Basma (SYR) |
| 6 november 2006 16:00 (IST) | Song Jin-hyung 10' 36' |     | 18' Grossman | Salt Lake Stadium, Calcutta Toeschouwers: 600 Scheidsrechter: Muhsen Basma (SYR) |

|                             |                      |     |                        |                                                                                                |
| 6 november 2006 16:00 (IST) | Japan                | 2–1 | Saoedi-Arabië          | Sree Kanteeravastadion, Bangalore Toeschouwers: 3.000 Scheidsrechter: Abdullah Al Hilali (OMA) |
| 6 november 2006 16:00 (IST) | Kawahara 7' Aoki 90' |     | 81' (pen.) J. Al-Bishi | Sree Kanteeravastadion, Bangalore Toeschouwers: 3.000 Scheidsrechter: Abdullah Al Hilali (OMA) |

|                             |          |     |                               |                                                                                     |
| 6 november 2006 19:00 (IST) | China    | 1–2 | Jordanië                      | Salt Lake Stadium, Calcutta Toeschouwers: 150 Scheidsrechter: Ravshan Irmatov (UZB) |
| 6 november 2006 19:00 (IST) | Yang 70' |     | 33' Omran 68' (pen.) Abdullah | Salt Lake Stadium, Calcutta Toeschouwers: 150 Scheidsrechter: Ravshan Irmatov (UZB) |

|                             |      |                                |             |                                                                                           |
| 6 november 2006 19:00 (IST) | Irak | 0–2                            | Noord-Korea | Sree Kanteeravastadion, Bangalore Toeschouwers: 3000 Scheidsrechter: Sarkar Subrata (IND) |
| 6 november 2006 19:00 (IST) |      | 36' Kim Kum-il 67' Yun Yong-il |             | Sree Kanteeravastadion, Bangalore Toeschouwers: 3000 Scheidsrechter: Sarkar Subrata (IND) |

### Halve finale
|                             |                                      |            |                         |                                                                                    |
| 9 november 2006 16:00 (IST) | Zuid-Korea                           | 2–2 (n.v.) | Japan                   | Salt Lake Stadium, Calcutta Toeschouwers: 2.000 Scheidsrechter: Mohsen Torky (IRN) |
| 9 november 2006 16:00 (IST) | Shim Young-sung 1' Kim Dong-suk 111' |            | 47' Morishima 105' Aoki | Salt Lake Stadium, Calcutta Toeschouwers: 2.000 Scheidsrechter: Mohsen Torky (IRN) |
| 9 november 2006 16:00 (IST) | Strafschoppen                        |            |                         | Salt Lake Stadium, Calcutta Toeschouwers: 2.000 Scheidsrechter: Mohsen Torky (IRN) |
| 9 november 2006 16:00 (IST) | 2–3                                  |            |                         | Salt Lake Stadium, Calcutta Toeschouwers: 2.000 Scheidsrechter: Mohsen Torky (IRN) |

|                             |          |                |             |                                                                                      |
| 9 november 2006 19:00 (IST) | Jordanië | 0–1            | Noord-Korea | Salt Lake Stadium, Calcutta Toeschouwers: 2.500 Scheidsrechter: Subrata Surkar (IND) |
| 9 november 2006 19:00 (IST) |          | 38' Kim Kum-il |             | Salt Lake Stadium, Calcutta Toeschouwers: 2.500 Scheidsrechter: Subrata Surkar (IND) |

### Troostfinale
|                              |                                        |     |          |                                                                                          |
| 12 november 2006 16:00 (IST) | Zuid-Korea                             | 2–0 | Jordanië | Salt Lake Stadium, Calcutta Toeschouwers: 5.000 Scheidsrechter: Abdullah Al Hilali (OMA) |
| 12 november 2006 16:00 (IST) | Shim Young-sung 50' Lee Chung-yong 76' |     |          | Salt Lake Stadium, Calcutta Toeschouwers: 5.000 Scheidsrechter: Abdullah Al Hilali (OMA) |

### Finale
|                              |                  |            |               |                                                                                      |
| 12 november 2006 19:00 (IST) | Noord-Korea      | 1–1 (n.v.) | Japan         | Salt Lake Stadium, Calcutta Toeschouwers: 10.000 Scheidsrechter: Qassim Shaban (QAT) |
| 12 november 2006 19:00 (IST) | Ri Chol-myong 3' |            | 34' Kashiwagi | Salt Lake Stadium, Calcutta Toeschouwers: 10.000 Scheidsrechter: Qassim Shaban (QAT) |
| 12 november 2006 19:00 (IST) | Strafschoppen    |            |               | Salt Lake Stadium, Calcutta Toeschouwers: 10.000 Scheidsrechter: Qassim Shaban (QAT) |
| 12 november 2006 19:00 (IST) | 5–3              |            |               | Salt Lake Stadium, Calcutta Toeschouwers: 10.000 Scheidsrechter: Qassim Shaban (QAT) |

1959 · 1960 · 1961 · 1962 · 1963 · 1964 · 1965 · 1966 · 1967 · 1968 · 1969 · 1970 · 1971 · 1972 · 1973 · 1974 · 1975 · 1976 · 1977 · 1978 · 1980 · 1982 · 1985 · 1986 · 1988 · 1990 · 1992 · 1994 · 1996 · 1998 · 2000 · 2002 · 2004 · 2006 · 2008 · 2010 · 2012 · 2014 · 2016 · 2018 · 2023

Jeugdtoernooi AFC mannen: onder 22 · onder 17

Jeugdtoernooi AFC vrouwen: onder 16 · onder 19